# 정양 (배우)
정양(鄭楊, 1981년 7월 2일 ~ )은 대한민국의 배우이다.
2010년 활동을 마지막으로 현재는 연예계에서 은퇴하였다.

## 생애
1998년 광고 모델로 첫 데뷔를 하였고 2000년 MBC 시트콤 《세 친구》를 통해 정식 연기자로서 데뷔하였으며 2001년 그룹 '씨클로'로 데뷔하여 가수 활동에 도전했으나  당시 낸 앨범이 본인의 보컬이 아니었다는 사실이 드러나면서 '립싱크 파문'으로 번지기도 했고  이 때 무대 뒤에서 본인(정양)의 노래를 부른 혜령이  그 이후 힘든 시간을 보내야 했다.

## 출연작

### 텔레비전 드라마
| 연도 | 방송  | 제목                | 역할   | 비고   |
| ---- | ----- | ------------------- | ------ | ------ |
| 2000 | MBC   | 세 친구             | 간호사 | 57부작 |
| 2001 | SBS   | 딱좋아!             |        | 74부작 |
| 2002 | SBS   | 레츠고              |        | 53부작 |
| 2009 | OCN   | 조선추리활극 정약용 | 홍춘   | 8부작  |
| 2010 | E채널 | 여자는 다 그래      | 송주남 | 13부작 |

### 영화
| 연도 | 제목   | 역할 | 비고 |
| ---- | ------ | ---- | ---- |
| 2010 | 방자전 | 월래 |      |